# Rozkład empiryczny
Rozkład empiryczny – uzyskany na podstawie badania statystycznego opis wartości przyjmowanych przez cechę statystyczną w próbie przy pomocy częstości ich występowania.
Rozkład empiryczny może być prezentowany jako:
- szereg rozdzielczy
- histogram
- wielobok liczebności
- krzywa liczebności
- wykres pudełkowy

Dane uzyskane z badania podlegają interpretacji i analizie dzięki wyznaczeniu miar rozkładu.